# Lista președinților Franței
Informații suplimentare: Lista monarhilor Franței
Acest articol este o listă de președinți ai Republicii franceze, începând cu perioada 1792-1804, cu prima republică franceză, continuând cu cea de-a doua, între 1848 și 1852, cu cea de-a treia (1871-1940) și reluând apoi lista din 1947 până în prezent. 
Lista nominalizează, de asemenea, și pe cei care au exercitat funcția de șef de stat al Franței fr  republicane în perioadele 1792-1804 și 1940-1947.

## Lista președinților Republicilor franceze ulterioare

### A Doua Republică — Deuxième République (1848-1852)
- - 01.a. Guvernul lui Jacques-Charles Dupont a condus interimar în perioada 24 februarie 1848 – 9 mai 1848
  - 01.b. Comisia executivă a condus interimar în perioada 10 mai 1848 – 24 iunie 1848
  - 01.c. Guvernul lui Louis-Eugène Cavaignac a condus interimar în perioada 28 iunie 1848 – 20 decembrie 1848

- 01. Louis-Napoléon Bonaparte GCLH (1808–1873) —— 20 decembrie 1848 - 2 decembrie 1852

### Al doilea Imperiu francez (1852 și 1871)
După stabilirea celui Al Doilea Imperiu Francez, funcția de președinte al Republicii franceză a devenit vacantă (mai exact, a fost desființată) între 2 decembrie 1852 și 31 august 1871.

### A Treia Republică — Troisième République (1871-1940)
- 02. Adolphe Thiers - GCLH Académie - (1797–1877) —— 17 februarie 1871 - 30 august 1871 și 31 august  1871 - 24 mai 1873;
- 03. Patrice de MacMahon - MF GCLH MM - (1808–1893) —— 24 mai 1873 - 30 ianuarie 1879;
- 04. Jules Grévy - GCLH - (1807–1891) —— 30 ianuarie 1879 - 2 decembrie 1887;

- - 04.a. Guvernul lui Maurice Rouvier a condus interimar în perioada 2 - 3 decembrie 1887;

- 05. François Sadi Carnot - GCLH - (1837–1894) —— 3 decembrie 1887 - 25 iunie 1894 [‡]